# Hypnum pendulinum
Hypnum pendulinum là một loài Rêu trong họ Hypnaceae. Loài này được (Hampe) Besch. mô tả khoa học đầu tiên năm 1872.